# Ганнопільська сільська рада (Черняхівський район)
Ганнопільська сільська рада (Аннопільська сільська рада) — колишня адміністративно-територіальна одиниця та орган місцевого самоврядування в Потіївському і Черняхівському районах Волинської округи, Київської та Житомирської областей УРСР з адміністративним центром у селі Ганнопіль.

## Населені пункти
Сільській раді на момент ліквідації були підпорядковані населені пункти:
- с. Ганнопіль
- с. Нераж

## Історія та адміністративний устрій
Створена 1923 року в складі с. Ганнопіль та хуторів Вербовки, Волосач, Довжик, Дубровка, Запуст, Кургани, Луг, Недобор, Тележин Горбулівської волості Радомисльського повіту Київської губернії. 16 січня 1923 року територію та населені пункти ради приєднано до складу Неражської сільської ради. Після 1923 року х. Вербовки не числиться на обліку населених пунктів.
Раду відновлено 10 вересня 1924 року, внаслідок перенесення адміністративного центру Неражської сільської ради Потіївського району Житомирської (згодом — Волинська) округи до с. Ганнопіль, з перейменуванням на Ганнопільську, з селами Ганнопіль, Нераж та хуторами Аннопільський, Виходки, Волосач, Довжик, Запуст, Кургани, Луг, Недобор, Нераж, Сухий Луг, Тележин у складі. Одночасно с. Городище було передане до складу Ново-Будянської сільської ради Потіївського району. Станом на 2 лютого 1928 року х. Виходки, станом на 1 жовтня 1941 року хутори Аннопільський, Волосач, Довжик, Запуст, Кургани, Луг, Недобор, Нераж, Сухий Луг, Тележин не перебувають на обліку населених пунктів.
Станом на 1 вересня 1946 року сільська рада входила до складу Потіївського району Житомирської області, на обліку в раді перебували села Ганнопіль та Нераж.
21 січня 1959 року, відповідно до рішення виконавчого комітету Житомирської обласної ради № 36 «Про виконання Указу Президії Верховної Ради Української РСР від 21 січня 1959 року про ліквідацію Базарського і Потіївського районів Житомирської області», сільська рада увійшла до складу Черняхівського району. Ліквідована 5 березня 1959 року, відповідно до рішення виконавчого комітету Житомирської обласної ради № 161 «Про ліквідацію та зміну адміністративно-територіального поділу окремих сільських рад області», в зв'язку з укрупненням колгоспів, с. Ганнопіль передане до складу Видиборської, а с. Нераж — до складу Жадьківської сільських рад Черняхівського району Житомирської області.